# Gile Steele
Gile Steele (Ohio, 24 settembre 1908 – Culver City, 16 gennaio 1952) è stato un costumista statunitense.

## Filmografia
- Il ponte di Waterloo (Waterloo Bridge), regia di Mervyn LeRoy - costumi uomini (1940)
- Se mi vuoi sposami (Honky Tonk), regia di Jack Conway - costumi uomini (1941)
- Al di sopra di ogni sospetto (Above Suspicion), regia di Richard Thorpe (1943)
- Due cuori in cielo (Cabin in the Sky), regia di Vincente Minnelli - costumi uomini (1943)
- Monsieur Beaucaire, regia di George Marshall - costumi uomini (1946)
- Il valzer dell'imperatore (The Emperor Waltz), regia di Billy Wilder (1948)